# Cultura di Adlerberg

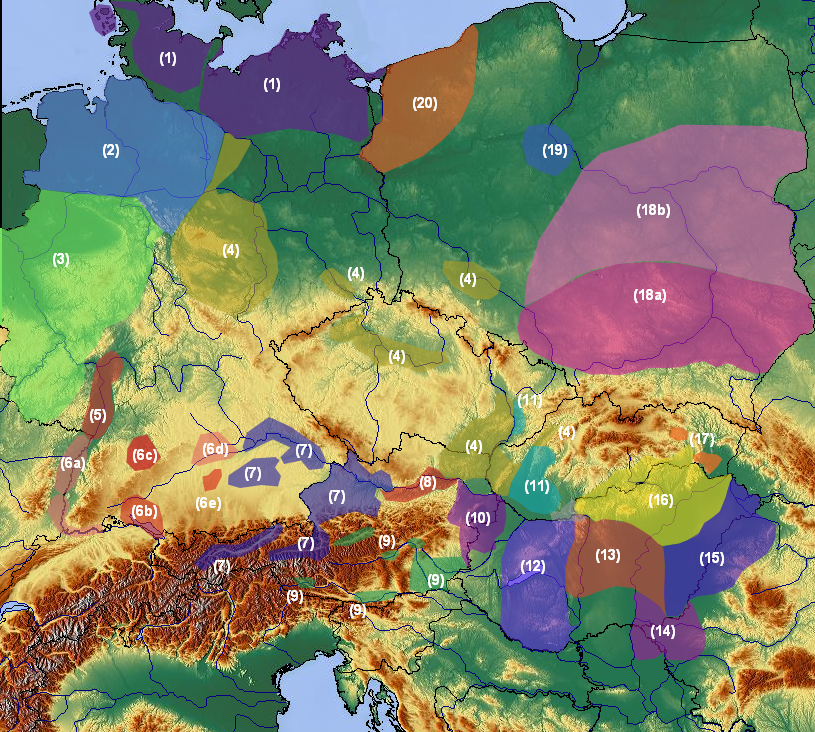
L'Europa centrale fra la fine del III e l'inizio del II millennio a.C.. La cultura di Adlerberg è evidenziata in rosa scuro (5)

La cultura di Adlerberg (o gruppo di Adlerberg) era una cultura dell'antica età del bronzo sviluppatasi nella Germania meridionale. La sua area di distribuzione comprendeva le zone meridionali dell'Assia, la parte orientale della Renania-Palatinato e l'area settentrionale del Baden-Württemberg.
Prende il nome dalla località di Adlerberg presso Worms, nella Renania-Palatinato, dove sono stati fatti i primi ritrovamenti. Venne riconosciuta come cultura indipendente da Karl Schumacher.

## Caratteristiche

### Cultura materiale
Gli elementi caratteristici della cultura materiale di Adlerberg riguardano in particolare la ceramica, di forma generalmente biconica o a forma di pera e dotata di anse.

### Sepolture
Per quanto concerne le usanze funebri, i defunti venivano inumati singolarmente in posizione contratta, con un orientamento irregolare, in tombe poco profonde. I corredi funerari comprendevano oggetti in osso, conchiglie, frecce in selce ecc., rari gli oggetti metallo (in rame) tra cui figurano: pugnali a lama triangolare, punteruoli, bracciali a spirale e anelli.

### Antropologia fisica
In base agli studi antropometrici sui resti scheletrici è stato possibile constatare che la popolazione di questa cultura era eterogenea, formata principalmente da: 
- una tipologia a cranio corto, probabilmente associabile ai portatori della cultura del vaso campaniforme
- una tipologia a cranio allungato, probabilmente associabile ai portatori della cultura della ceramica cordata
- una tipologia alpina
- una tipologia mediterranea